# I Got Mine
I Got Mine (Ho il mio) è una canzone della band heavy metal inglese Motörhead del 1983.
È stato pubblicato come singolo ed è contenuto nell'album Another Perfect Day, dello stesso anno. Inoltre è stato pubblicato in vinile, 7" e 12", con quest'ultima edizione che contiene in più la bonus track "Tales of Glory".
Il B-side di entrambe le versioni è "Turn You Round Again", anch'essa apparsa nell'album Another Perfect Day.
"I Got Mine" è stato il secondo e ultimo singolo con la formazione Kilmister/Taylor/Robertson, con questi ultimi che abbandoneranno ("Robbo" Robertson definitivamente) la band per dedicarsi ad altri progetti.

## Tracce
Tutte le tracce sono state scritte da Lemmy Kilmister, Phil Taylor, Brian Robertson

### 7"
1. "I Got Mine"
2. "Turn You Round Again"

### 12"
1. "I Got Mine"
2. "Turn You Round Again"
3. "Tales Of Glory"

## Formazione
- Lemmy Kilmister: basso, voce
- Brian "Robbo" Robertson: chitarra
- Phil "Philty Animal" Taylor: batteria